# Fungi (film)
Fungi är en svensk postapokalyptisk thrillerfilm från 2023. Filmen är regisserad av Sofia Brattwall, Björn Engström, Lottie Johansson och Ove Valeskog. Kvartetten har även svarar för filmens manus. Filmen hade svensk premiär 3 november 2023 och är utgiven av Njutafilms.

## Handling
Jorden har drabbats av en svamporganism som utplånat 80 procent av jordens befolkning. En grupp överlevande har förskansat sig i en bunker utanför Stockholm. Bland dem finns forskarna Vera och Kim som försöker finna ett botemedel. För säkerheten svarar Jian, en ung peshmergakrigare. och exilsoldaten Gustav som har med sig sin dotter Leah. En läcka i labbet tvingar gruppen att överge tryggheten och ge sig ut på farlig mark i hopp om att ta sig till en reservbunker. På vägen stöter de ihop med fientliga krafter från en annan grupp överlevare.

## Rollista (i urval)
- Estrid Gustafsson-Fjellheim - Leah
- Lottie Johansson - Vera
- Daniel Epstein - Dan
- Ove Valeskog - Gustav
- Annica Liljeblad - Kim
- Philip Hughes - Ori
- Sanna Tairi - Jian
- Urban Bergsten - Luci

## Mottagande
Filmen har fått ett svagt bemötande från flera recensenter. Karolina Fjellborg på Aftonbladet ger filmen ett minus som bland annat skriver "Absolut ingenting hänger ihop, skådespeleriet lämnas bäst okommenterat, och den typ av charm, humor och fantasi som en lågbudgetfilm behöver för att kunna kompensera för sin brist på resurser saknas helt." Även Nöjesguidens Rikard Gunnarsson ger filmen lägsta möjliga betyg, och skriver bland annat "Alltsammans resulterar i en total blunder, som utan tvivel är en av årets sämsta produktioner och ett steg i fel riktning för svensk genrefilm." Men även positiva röster hörs. Så här skriver man i Hemmabio: "Det är en snygg, fartfylld och välgjord film där vetenskap och naturlig balans ställs mot kortsiktigt tänkande i en kamp för mänsklighetens överlevnad. Även om det är en dystopi känns den skrämmande aktuell i den tid vi lever mitt uppe i nu med klimatförändringar, pandemi och annat som ingen väl hade trott att vi skulle tvingas utsättas för på riktigt."